# Ludvig Lorenz
Ludvig Valentin Lorenz, född 18 januari 1829, död 9 juni 1891, var en dansk fysiker och matematiker.
Lorenz blev lärare i fysik vid Krigshögskolan i Köpenhamn 1866 och var professor i fysik där 1876-87. Han sattes från 1887 av Carlsbergsstiftelsen i stånd att uteslutande ägna sig åt vetenskaplig verksamhet. Bland Lorenz vetenskapliga arbeten märks studier av besselska funktionerna, som spelat en betydlig roll inom den matematiska fysiken. Som fysiker sysslade Lorenz med arbeten dels av experimentell, dels av teoretisk natur. Han undersökte metallernas ledningsförmåga för värme och elektricitet samt grundade en metod för absolut ohmbestämning. Inom den teoretiska fysiken behandlade Lorenz även den teoretiska optiken och den elektromagnetiska ljusteorin. Han utvecklade redan före James Clerk Maxwell den av Hans Christian Ørsted uttalade tanken om ljusets elektriska natur. Hans samlade skrifter utgavs av Herman Valentiner (Oeuvres scientifiques, 2 band, 1896-99). Han ligger begravd på Assistens Kirkegård.